# Limenitis georgias
Limenitis georgias är en fjärilsart som beskrevs av Hans Fruhstorfer 1915. Limenitis georgias ingår i släktet Limenitis och familjen praktfjärilar. Inga underarter finns listade i Catalogue of Life.